# Vîtaciv, Obuhiv
Vîtaciv (în ucraineană Витачів) este o comună în raionul Obuhiv, regiunea Kiev, Ucraina, formată numai din satul de reședință.

## Demografie
Componența lingvistică a comunei Vîtaciv
     Ucraineană (97,43%)
     Rusă (2,45%)
     Alte limbi (0,12%)
Conform recensământului din 2001, majoritatea populației comunei Vîtaciv era vorbitoare de ucraineană (97,43%), existând în minoritate și vorbitori de rusă (2,45%).